# Waipapamyia elongata
Waipapamyia elongata är en tvåvingeart som beskrevs av Jaschhof och Uwe Kallweit 2009. Waipapamyia elongata ingår i släktet Waipapamyia och familjen svampmyggor. Inga underarter finns listade i Catalogue of Life.